# Scriptonita Films
A Scriptonita Films é uma produtora cinematográfica especializada na criação, desenvolvimento, financiamento e gestão de propriedades intelectuais. Foi fundada em 2006 por Luca Paiva Mello, criador e showrunner duas vezes indicado ao International Emmy Awards, responsável por produções como: O Negócio (HBO), Mothern (GNT), Bugados (Gloob), Julie e os Fantasmas (Nickelodeon/Band), entre outros. Tem atualmente como sócios Roberto Martha e Ciça Castro Neves.
A Scriptonita é também responsável pelo desenvolvimento da primeira sitcom infantil brasileira, Bugados, a maior estreia de uma série infantil da TV paga brasileira - atualmente no desenvolvimento de sua 4.ª temporada.
Foi também premiada no Concurso de Produção de Longas-metragens da Ancine 2018, com o roteiro de A Pedra do Sino, escrito por Renato Modesto e Luca Paiva Mello, em coprodução com a Persona Filmes.
A produtora está atualmente desenvolvendo os roteiros de Necromorfus, um thriller urbano em coprodução com a Black Filmes e com direção geral de Afonso Poyart. Também desenvolve o roteiro do longa-metragem Três Oitão, com distribuição da Paris Filmes. Desenvolve a sua segunda série kids & family, com previsão de estreia para o final de 2021.
Com perfil moldado para parcerias, a Scriptonita Films firmou nos últimos meses coproduções com a Coração da Selva, Black Filmes, Sofá Digital, Paris Filmes, Persona Filmes, Floresta Produções, Domo Produções, entre outros.